# Heidi Bruun
Heidi Bruun, född 22 juli 1966 i Svendborg var en dansk landslagsspelare i handboll som spelade för GOG och det danska landslaget. Hon spelade som mittsexa.

## Karriär
Landslagskarriären började med 12 ungdomskamper där Bruun gjorde 27 mål under åren 1984-1985. A-lagsdebut gjorde Bruun 28 mars 1986 mot Västtyskland. Hon spelade sedan 120 landskamper och gjorde 284 mål i landslaget. Sista landskampen mot Sverige 14 februari 1991 blev ett nederlag med 18-31.. Under hela tiden i landslaget spelade Heidi Bruun för GOG, Det gjorde hon också 1997-1999 i Citycupen enligt EHF:s information. 
Efter karriären var Heidi Bruun tränare i mindre klubbar men 2009 var hon tillbaka i GOG som ungdomstränare.I en tidningsartikel inför 50-årsdagen 2016  berättar hon att hon slutat helt med handboll och tränar ett ungdomslag i fotboll för Tåsinge fB. Hon är fortsatt bosatt i Svendborg och arbetar på sjukhuset där.